# Stajnica
Stajnica (deutsch Stajnitz) ist ein Dorf in der Gespanschaft Lika-Senj in Kroatien mit 301 Einwohnern. Es liegt am Südhang des Gebirgszugs Mala Kapela. Die Ortschaft gehört zur Gemeinde Brinje.

## Geographie
Stajnica liegt im Norden der landwirtschaftlich geprägten Lika im nordöstlichen Teil der Gemeinde Brinje. Die Gemarkung der Ortschaft grenzt an die Dörfer Glibodol, Križpolje, Jezerane, Lipice und Plaški. Durch das Stajnica-Feld fließt der Fluss Jaruga.

## Sehenswürdigkeiten
Die St.-Nikolaus-Kirche in Stajnica wurde um 1824 erbaut.